# Argințica
Argințica (Dryas octopetala, din greacă octo (opt) și petalon (petală)) este o plantă lemnoasă pitică din familia Rosaceae.

## Descriere

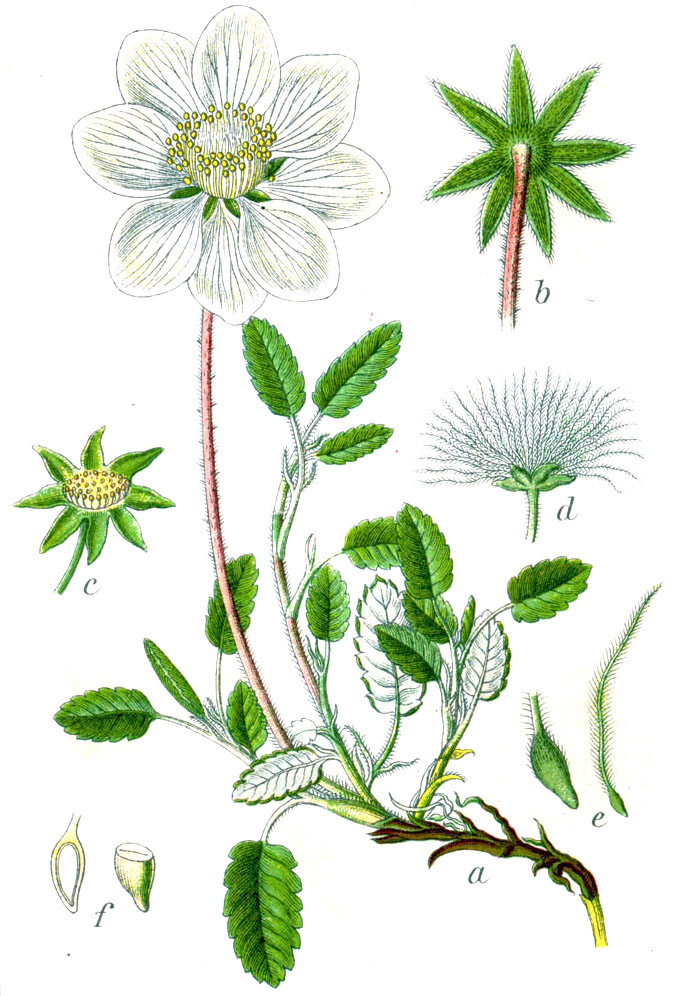
Morfologia

Are tulpini culcate, târâtoare, foarte ramificate. Frunzele sunt verzi și iarna. Frunzele sunt alungit-eliptice. Florile rare sunt albe, cu diametrul de 20–40 mm, au 8 petale și numeroase stamine galbene. Fructele alcătuiesc ghemotoace păroase. Argințica înflorește în lunile iunie-august.

## Răspândire
În România se găsește în munții Carpați și Apuseni, pe coamele bântuite de vânt.

## Galerie

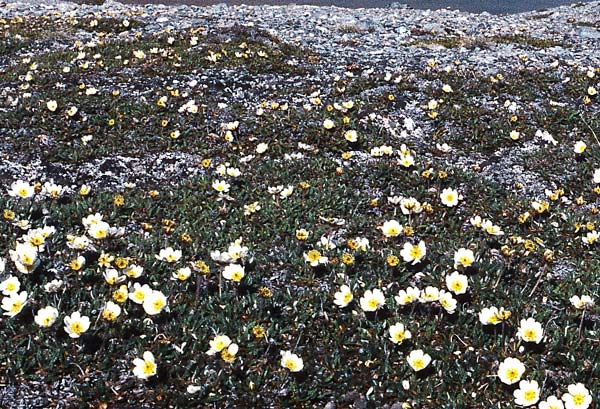
Argințica formează singură pajişti întregi
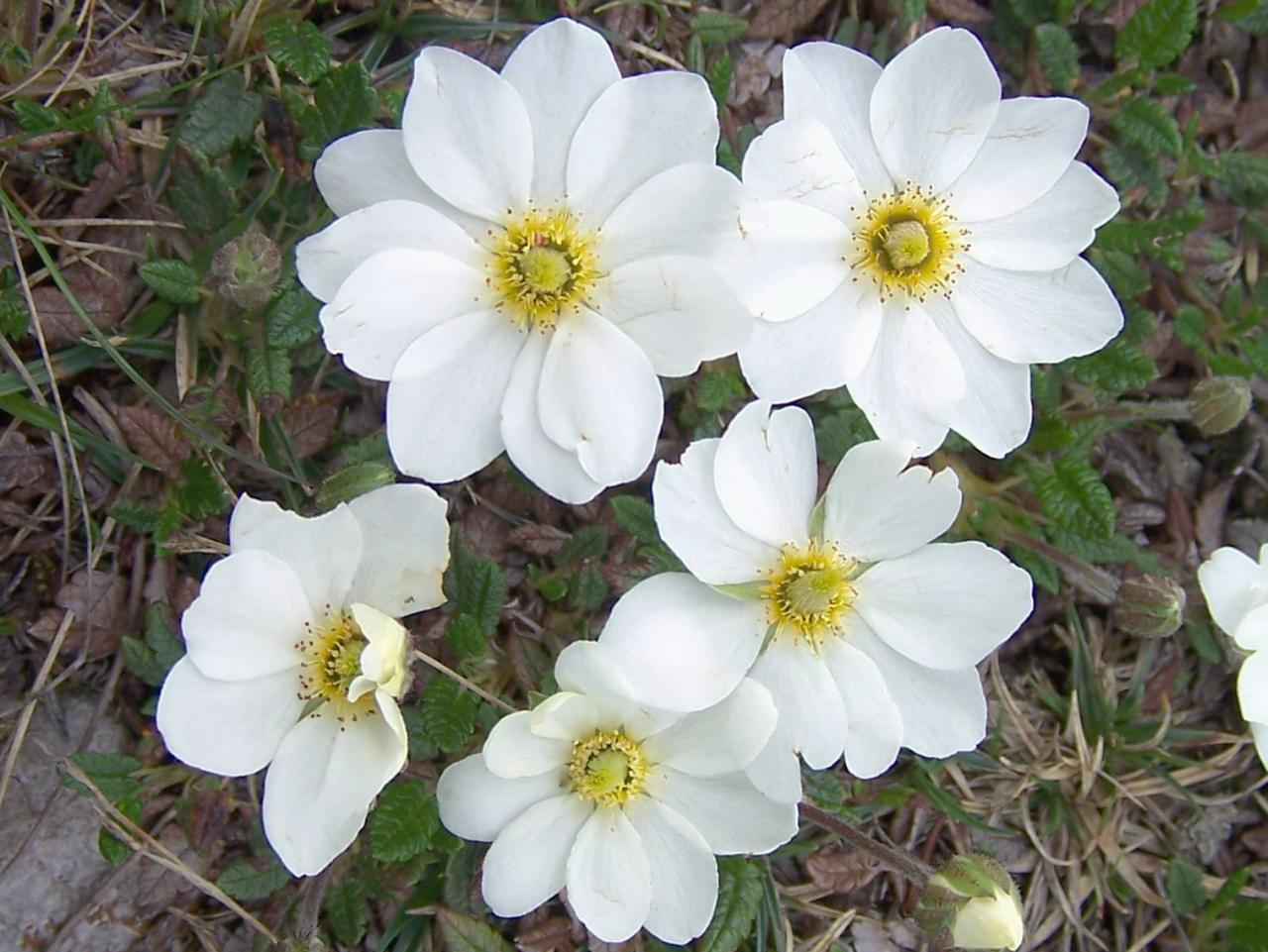
Flori albe de arginţică
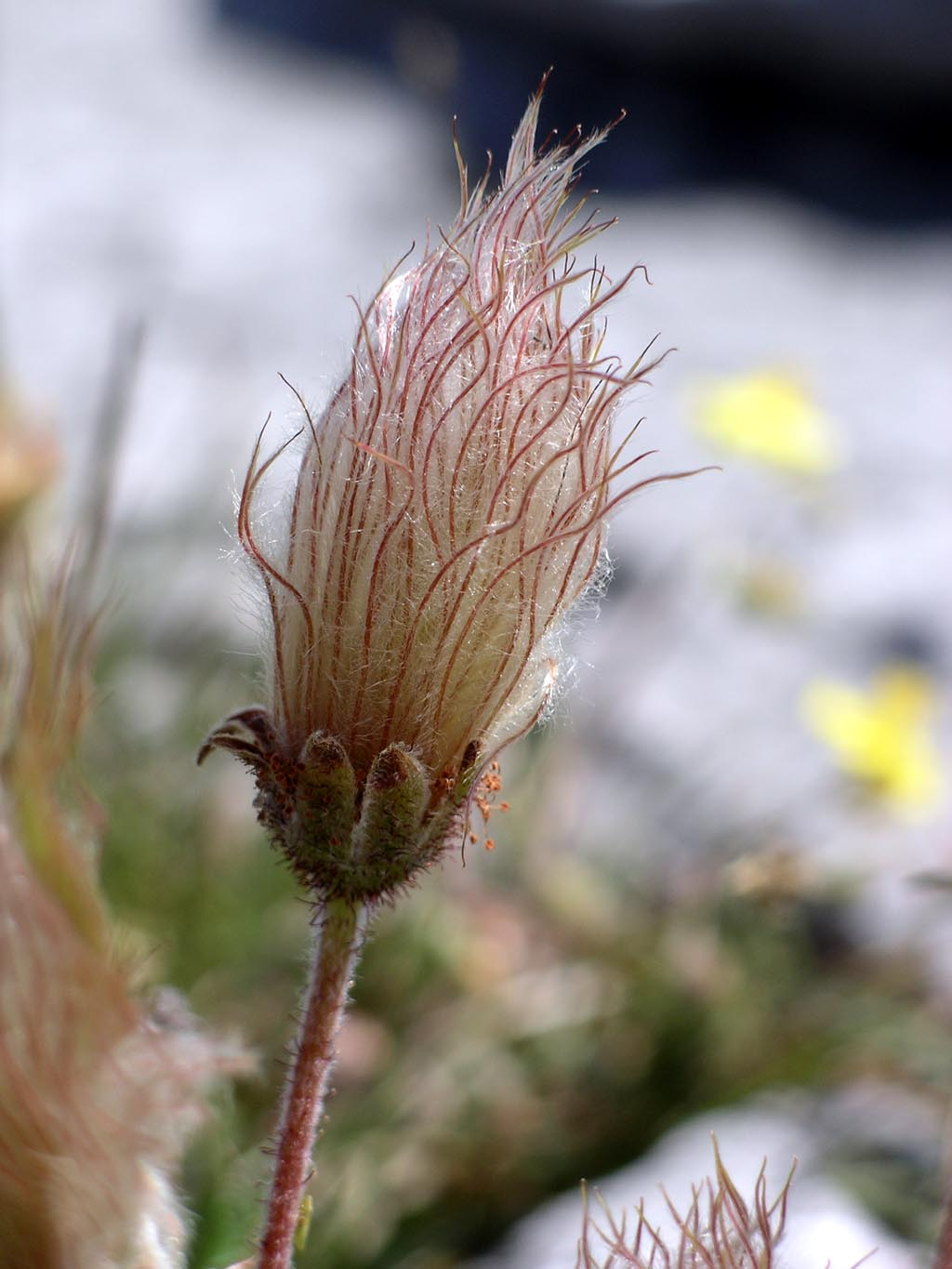
Fructele alcătuiesc ghemotoace păroase